# NGC 7257
NGC 7257 (ook: NGC 7260) is een balkspiraalstelsel in het sterrenbeeld Waterman. Het ligt 228 miljoen lichtjaar van de Aarde verwijderd en werd op 1 oktober 1864 ontdekt door de Duitse astronoom Albert Marth.

## Synoniemen
- MCG -1-57-3
- PGC 68691